# Semiothisa niveostriga
Semiothisa niveostriga là một loài bướm đêm trong họ Geometridae.